# Wat Bang Kung
Wat Bang Kung (thaï : วัดบางกุ้ง), construit durant la période d’Ayutthaya, est un site historique situé à Samut Songkhram dans la province de Samut Songkhram en Thaïlande. C'est un lieu commémoratif de la bataille d’Ayutthaya entre la Thaïlande et la Birmanie à la fin du XVIIIe siècle.

## Emplacement
Sous-district de Bang Kung, district de Bang Khontee, Samut Songkhram.

## L'histoire
Depuis la période d’Ayutthaya en 1765, les troupes birmanes ont attaqué Ayutthaya. Somdet Phra Chao Yu Hua Phra Thi Nang Suriyat Amarin (Roi d’Ayutthaya) a commandé la marine, d’ériger un camp et de construire un mur autour de Wat Bang Kung au milieu du camp en tant que centre spirituel pour les soldats. Les troupes birmanes se sont déplacées le long de la rivière Maeklong jusqu’à ce qu’ils trouvent le camp Bang Kung. L’armée d’Ayutthaya ne pouvait pas résister à l’ennemi. Finalement, le camp a été détruit et devint un camp abandonné.
En 1767, lorsque le Roi Taksin le Grand (Roi de Thonburi) a regagné l’indépendance du pays, il commanda aux Chinois de Rayong, Chon Buri, Ratchaburi, et de Kanchanaburi de former une garde pour protéger le camp et l’appela le camp chinois Bang Kung.
En 1768, les troupes birmanes dirigées par le roi birman d’Angwa a commandé l’armée et de la marine d’assiéger le camp chinois Bang Kung de nouveau. Les troupes chinoises ont combattu et n’ont presque pas pu résister jusqu’à ce que le Roi Taksin le Grand prenne connaissance de la bataille. Le roi Taksin le Grand et Maha Sourate Singhanat ont conjointement combattu et vaincu les Birmans. Cette victoire a affecté de nombreux aspects, y compris l’indépendance de la nation thaïlandaise et les rendissent plus confiant.

## L'Architecture
Ce temple bouddhiste datant de la période d'Ayutthaya a longtemps été abandonné à la jungle puis il a été restauré en 1967.
Des preuves archéologiques actuelles résident dans l’Ubosot (Salle d’ordination) qui a été construit durant la période d’Ayutthaya. Il est recouvert de racines de quatre plantes ; Pho (Bodhi), Sai (Banyan), Krai, et Krang. Ces racines contribuent à la stabilité de la salle. Il est aussi appelé Bot Pork Pho. Il y a une statue de Bouddha incrustée dans le hall communément appelé Luang Phot Bot Noi. À l’intérieur de la salle, il y a une peinture murale qui montre l’histoire de Bouddha. 
Le Département des Beaux-Arts a enregistré Wat Bang Kung comme un site archéologique national le 18 décembre 1996.

## Les statues de combattants de boxe thaïe
Des dizaines de statues grandeur nature montrent des combattants pratiquant la boxe thaïlandaise.

## Galeries

Wat Bang Kung
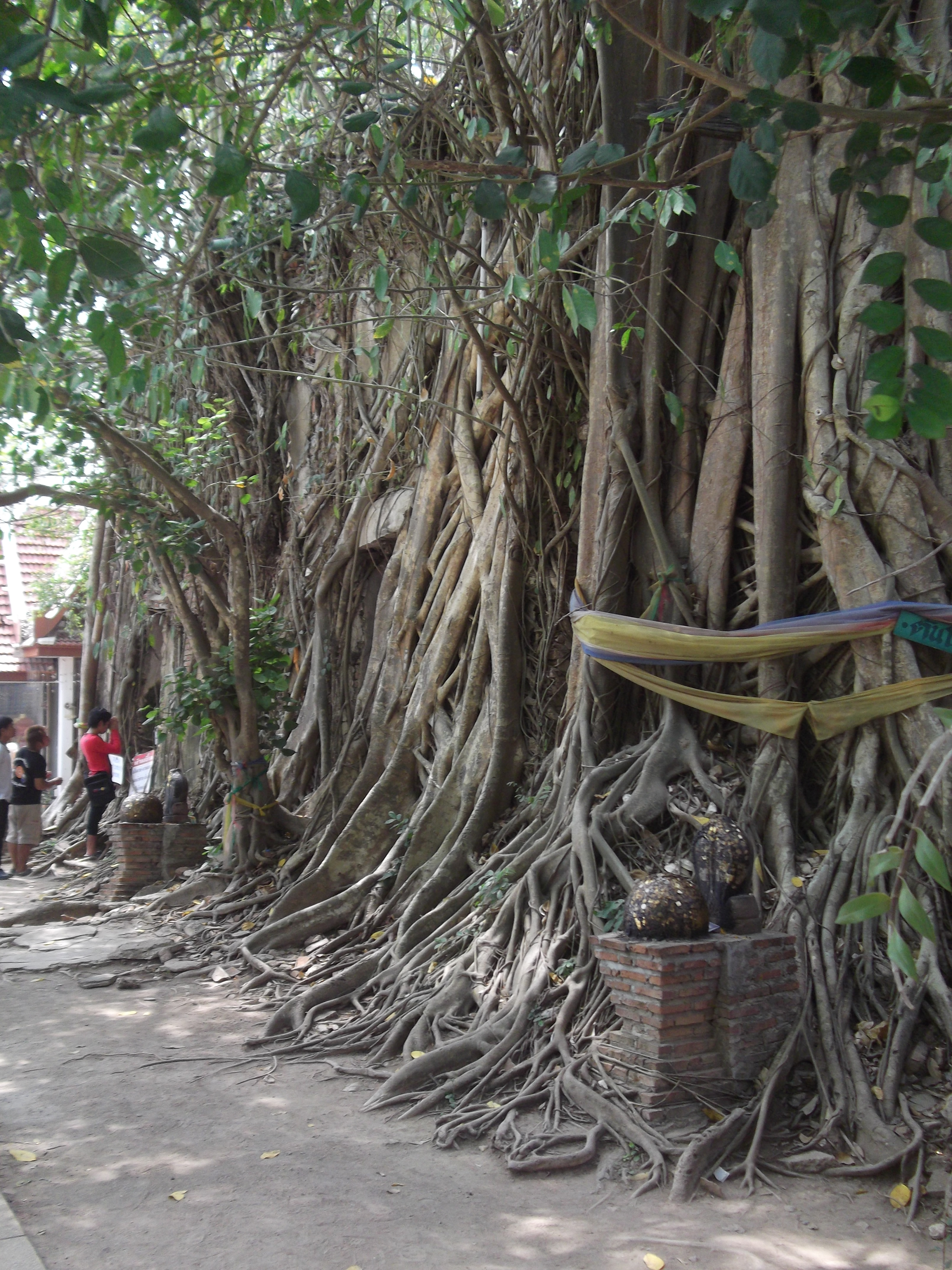
Racines d'arbres entourant l'Ubosot ou Bot (salle d'assemblée des bonzes)
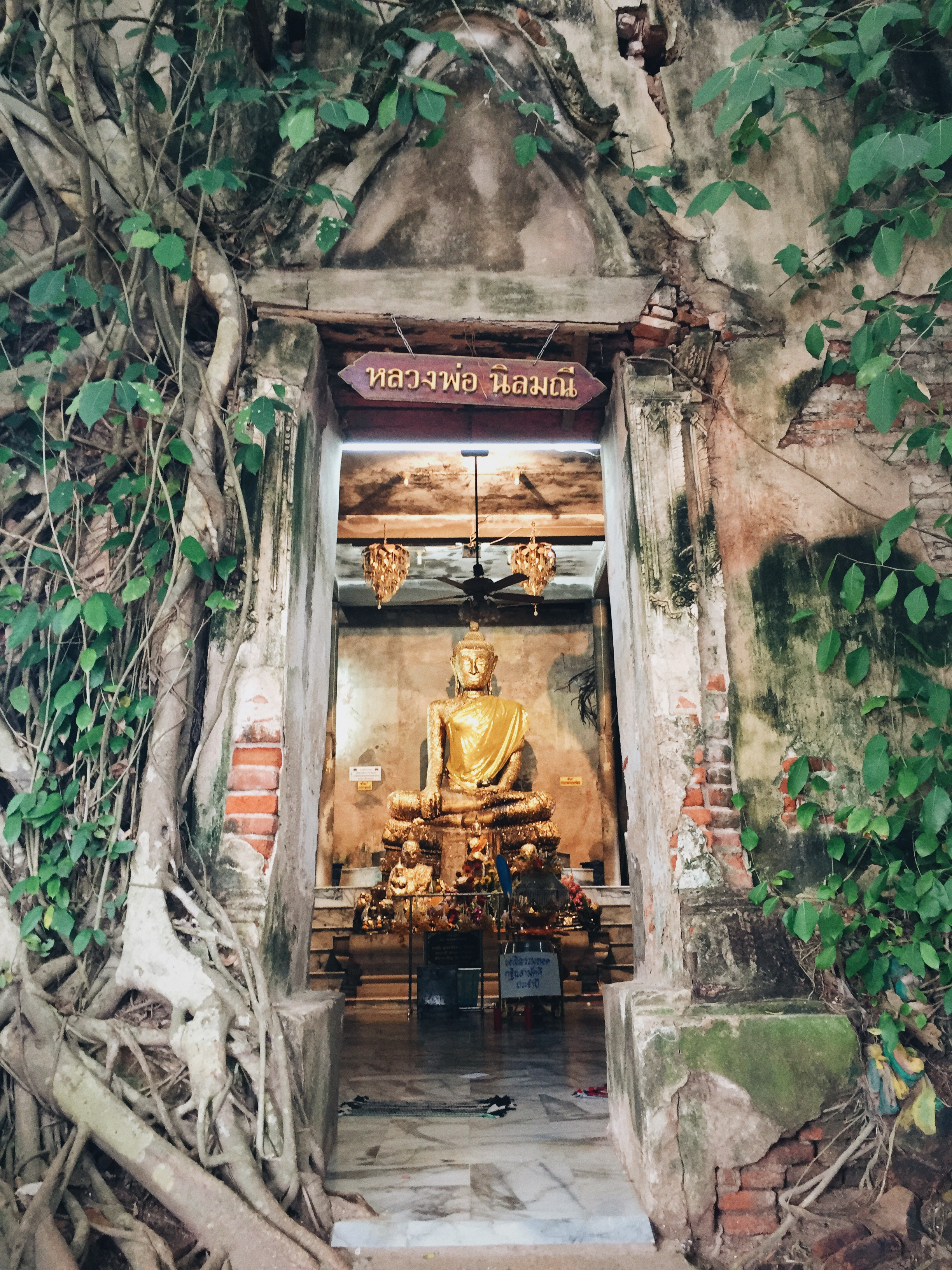
Entrée de l'Ubosot
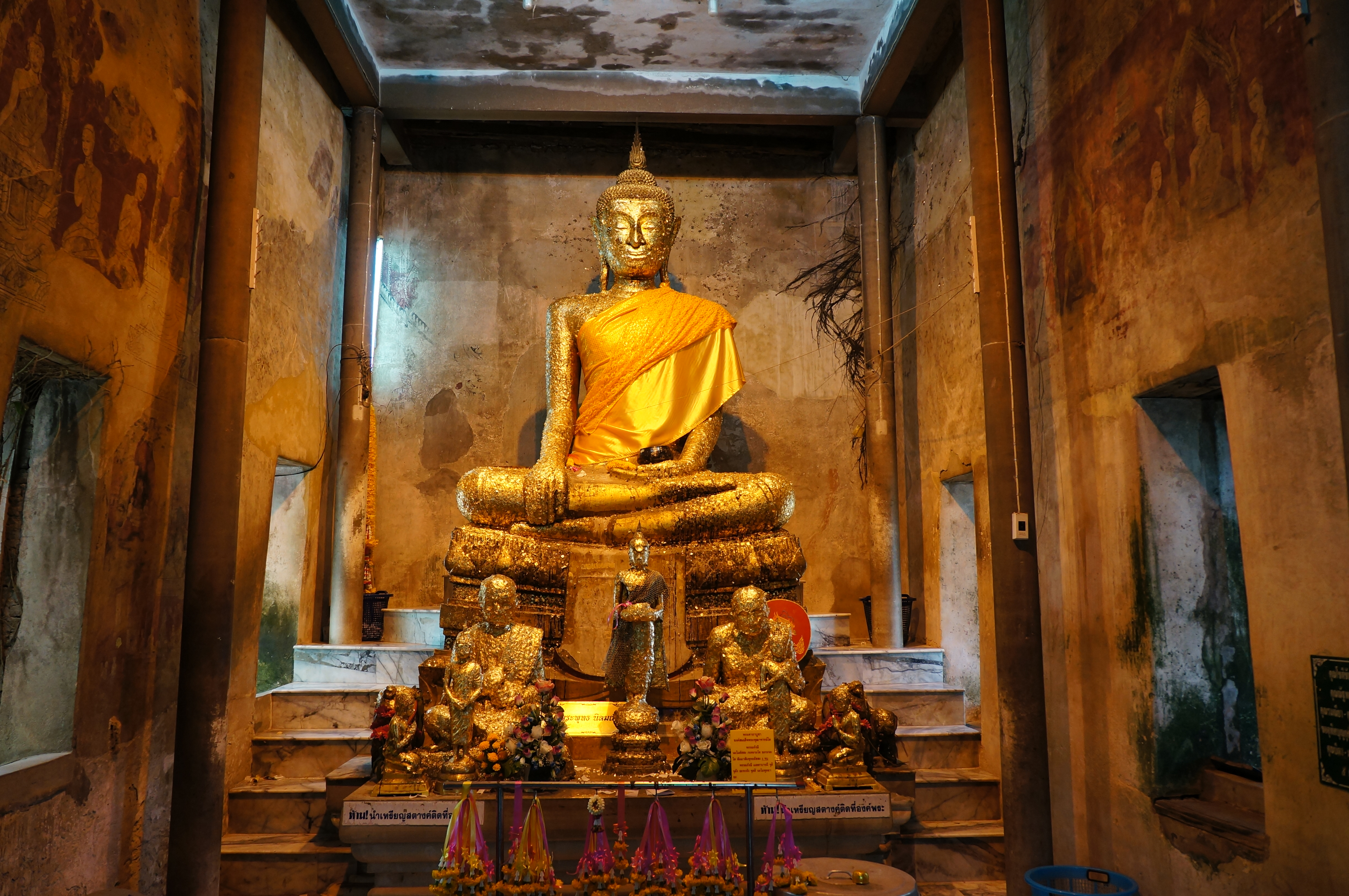
Intérieur de l'Ubosot
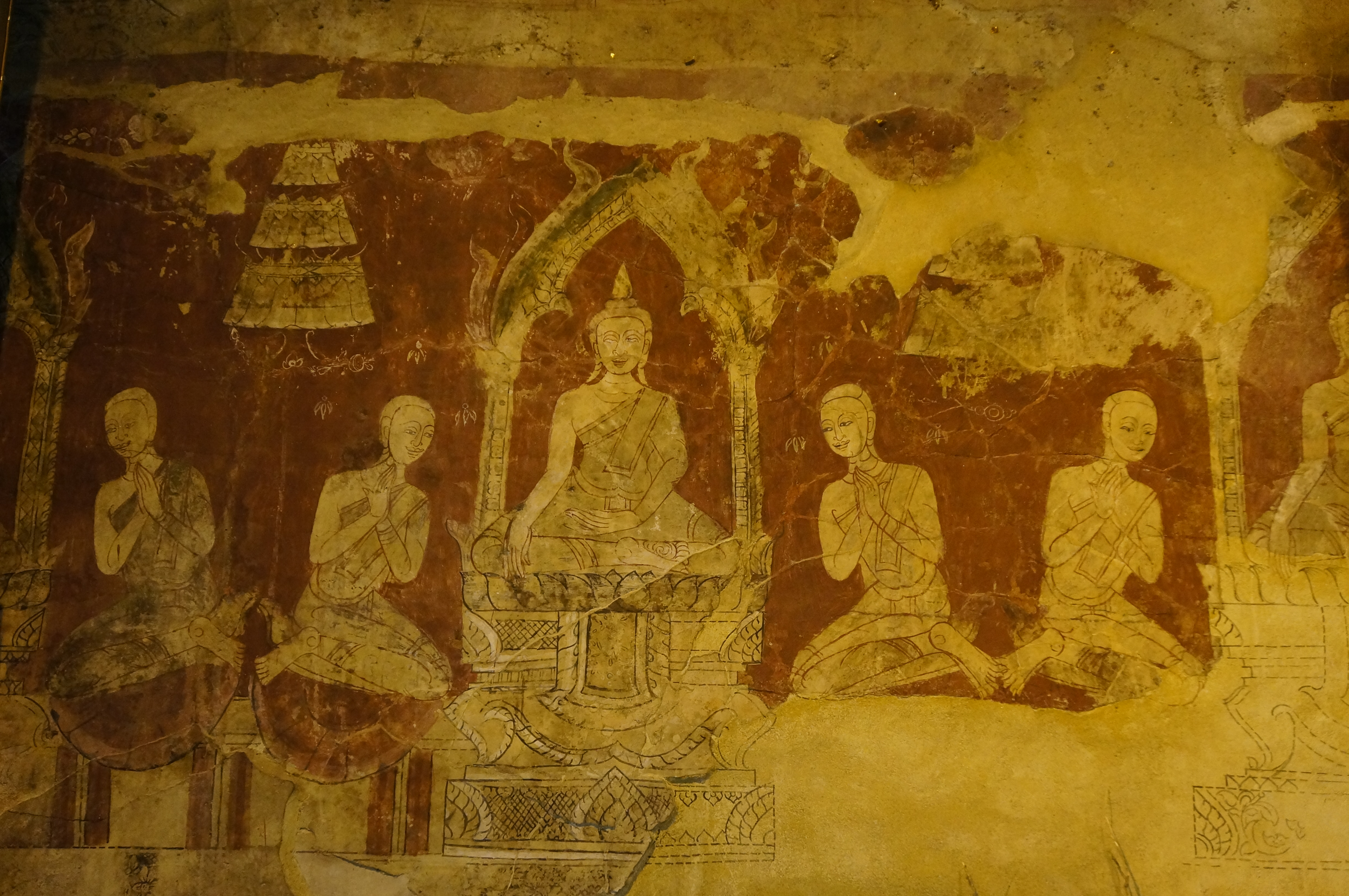
Peinture murale
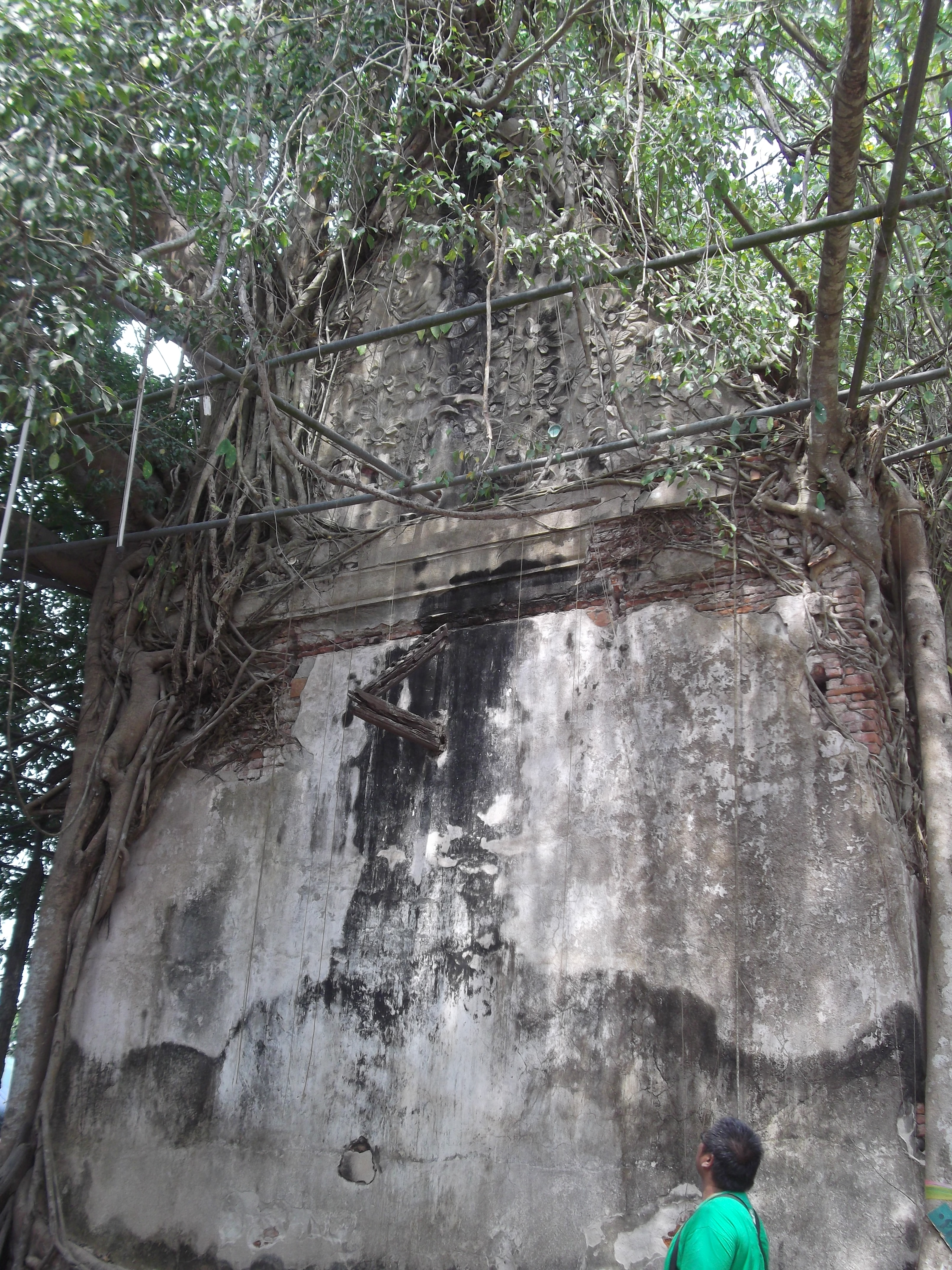
Arrière de l'Ubosot (Bot)

Statues grandeur nature de guerriers pratiquant la boxe thaïe
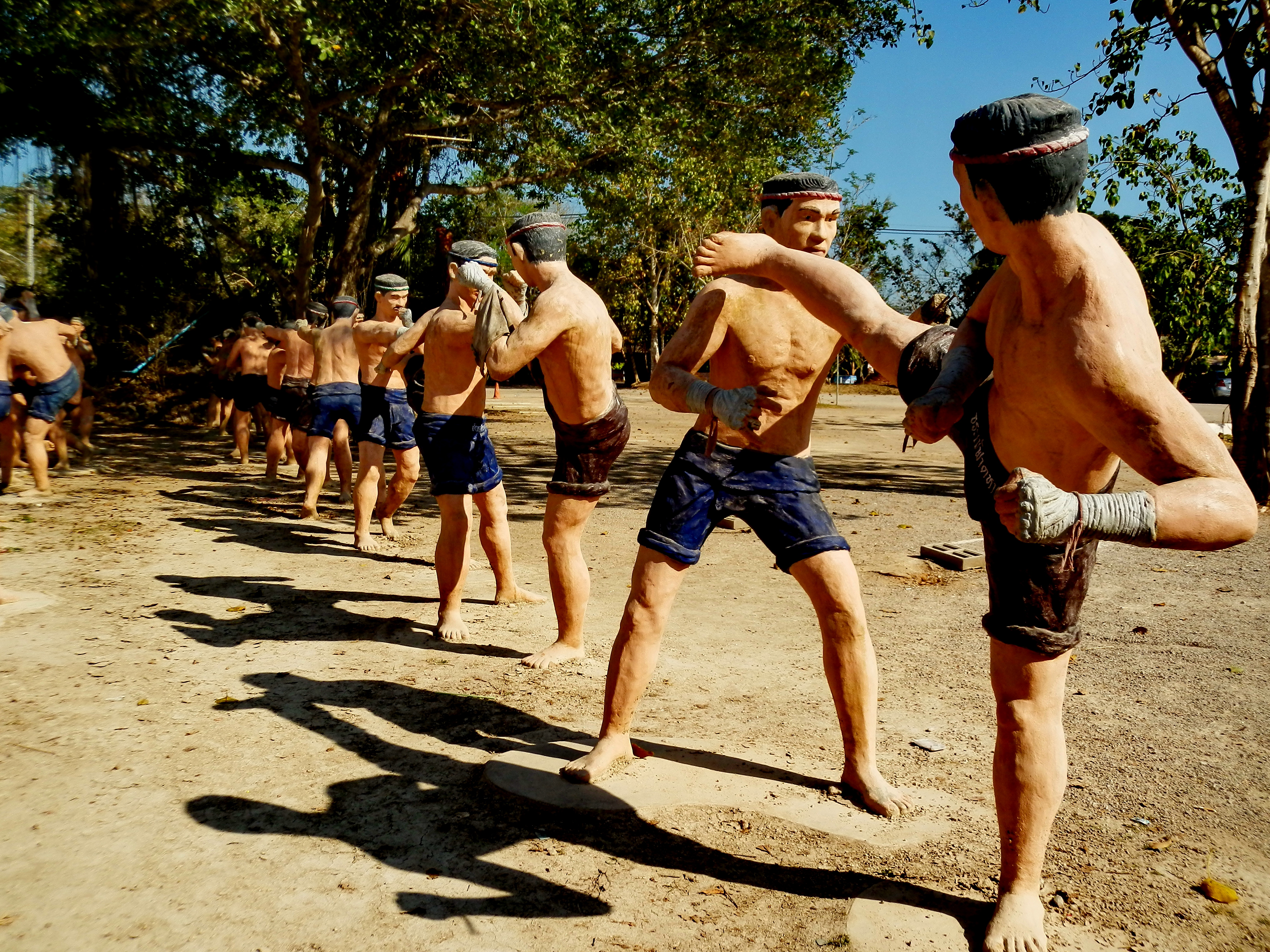
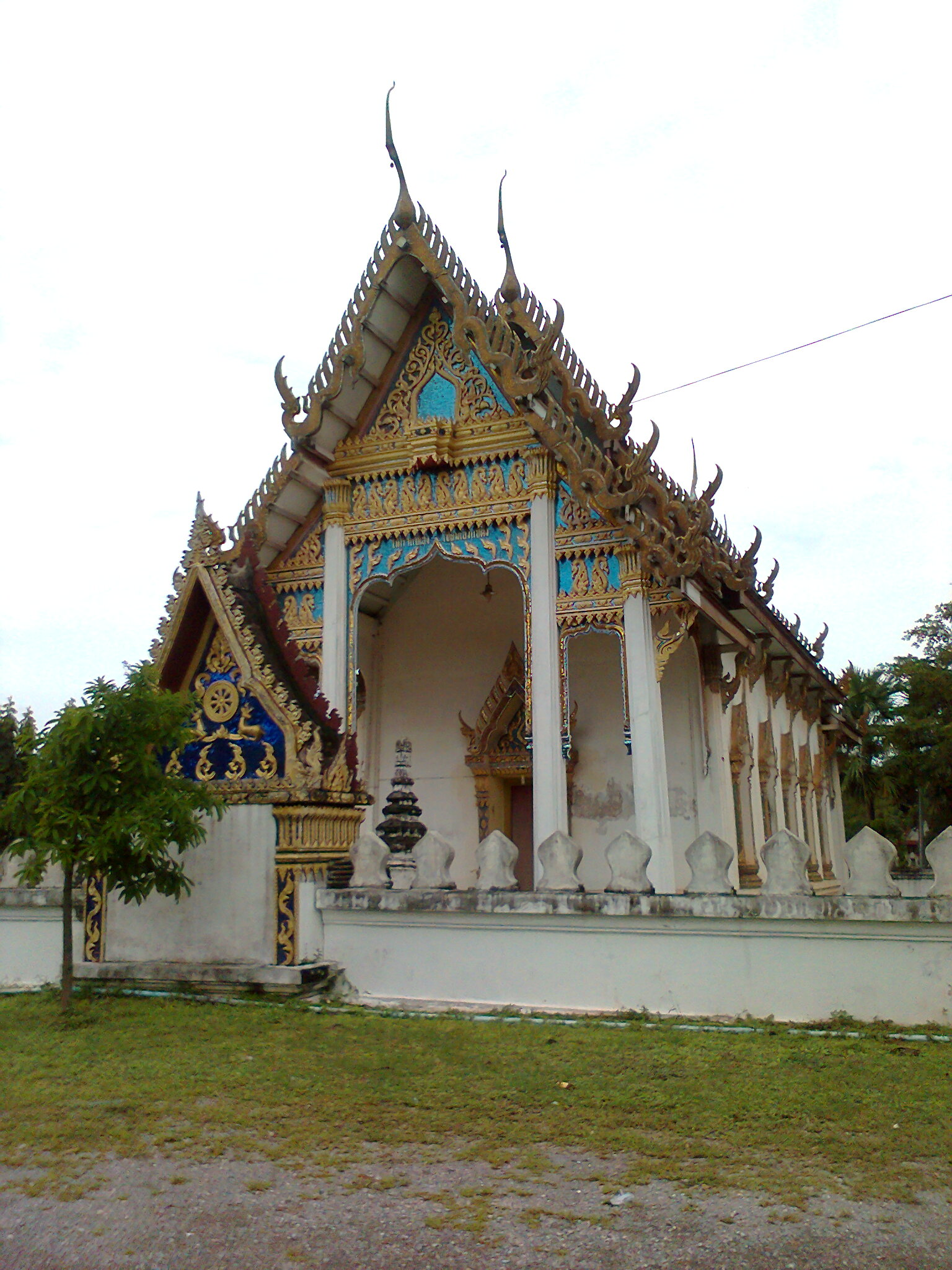
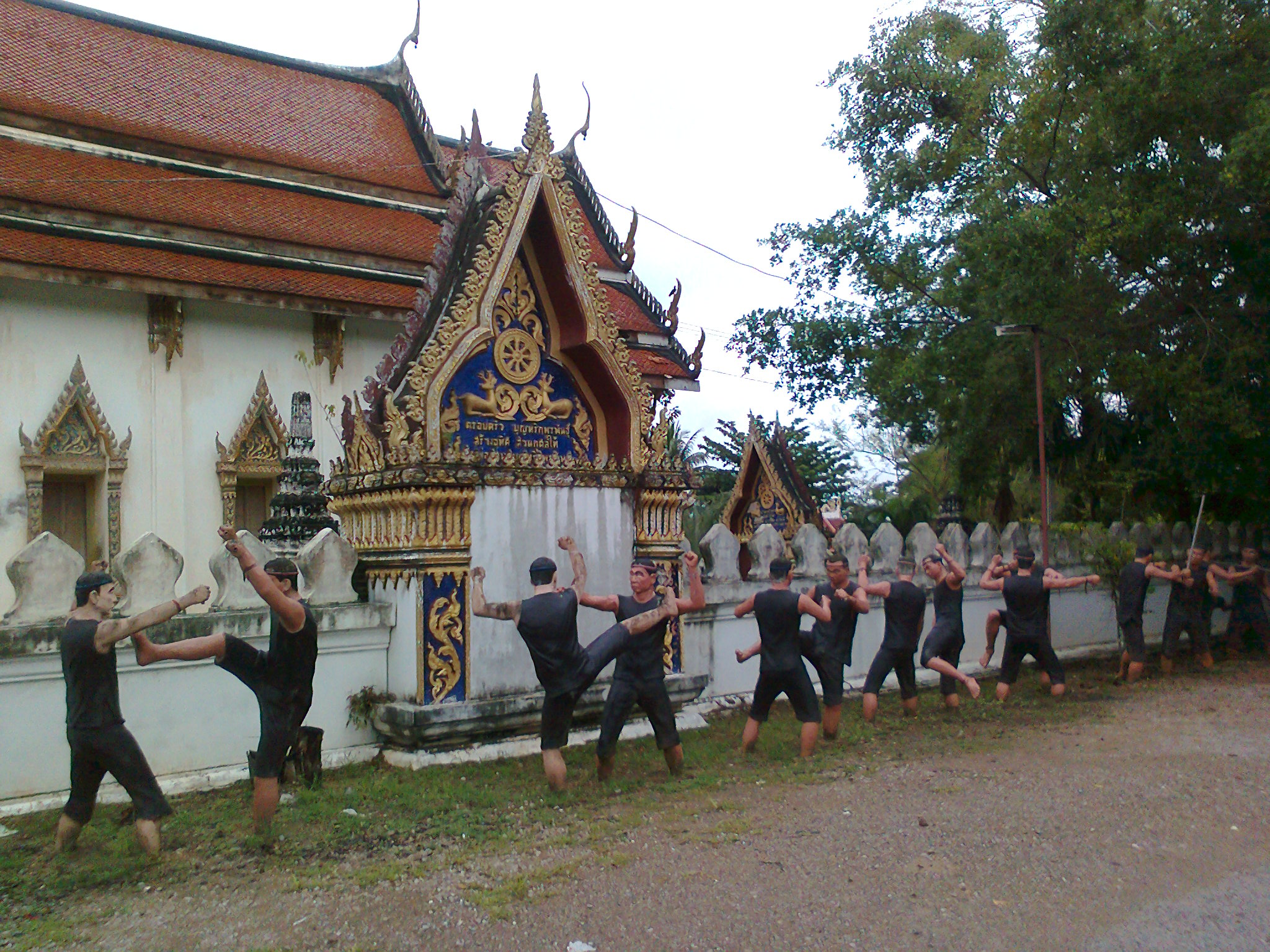
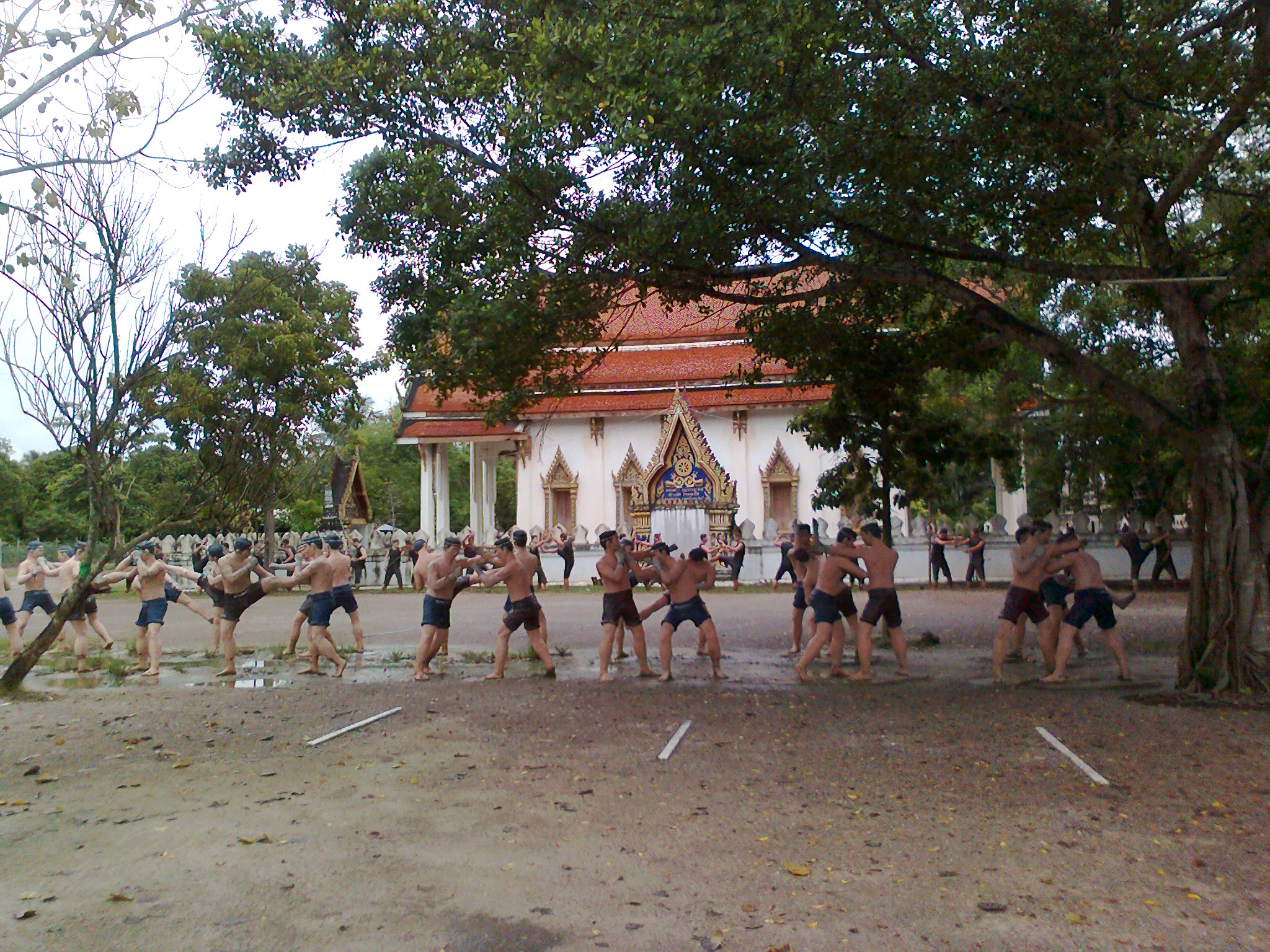
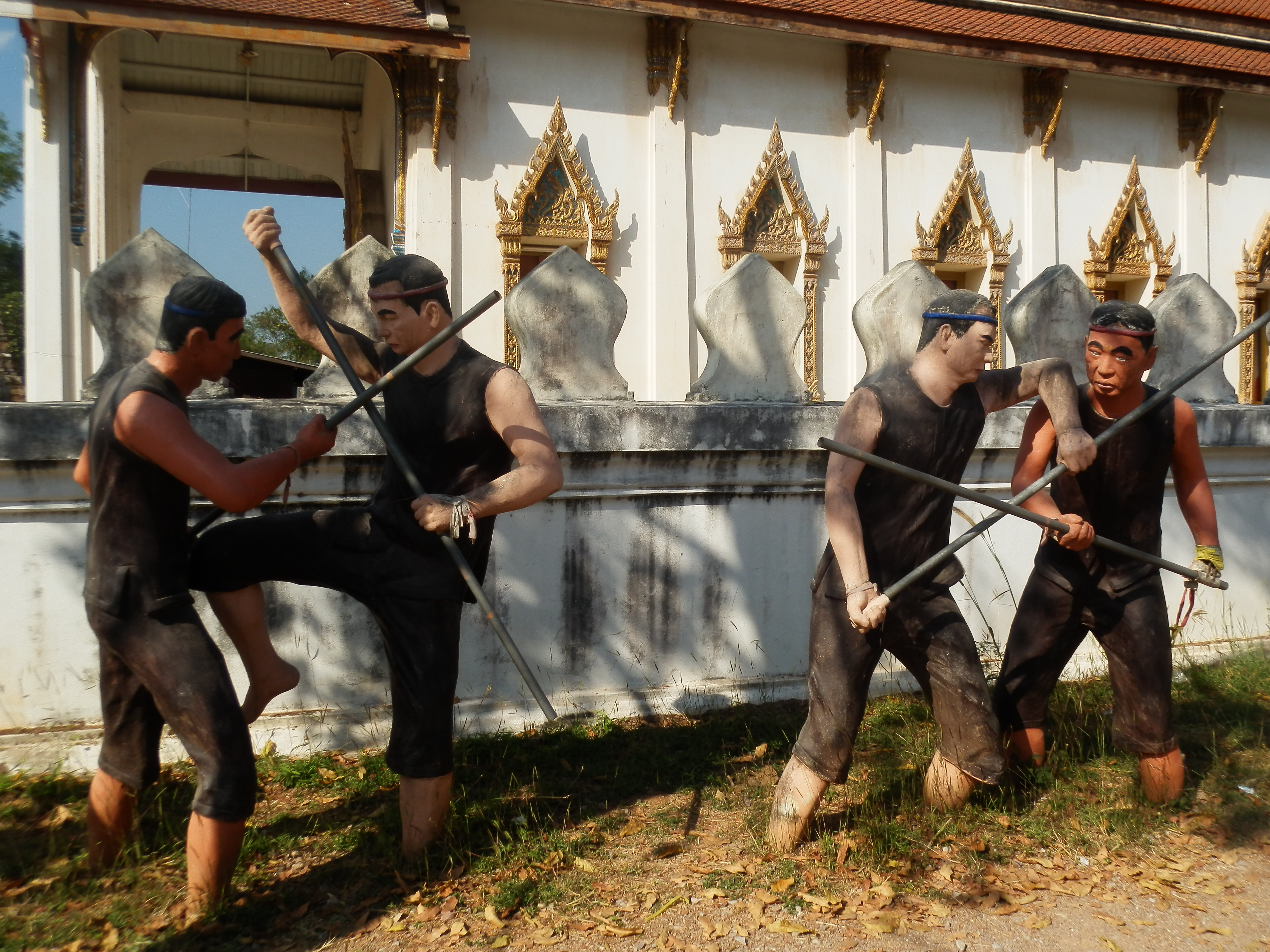